# Crimewave
Crimewave es una película estadounidense de 1985 dirigida por Sam Raimi, una inusual mezcla slapstick entre cine negro, comedia negra y varias épocas, protagonizada por Reed Birney, Paul L. Smith, Louise Lasser, Brion James, Bruce Campbell y Sheree J. Wilson. Fue la primera gran película del director después de la exitosa The Evil Dead. La película también es conocida como The XYZ Murders.
El guion, escrito por Raimi junto a los hermanos Coen (a quienes el director conoció durante la postproducción de The Evil Dead), estuvo inspirado en Los tres chiflados y tiene una prisión llamada "Hudsucker". Los Coen realizarían luego la película The Hudsucker Proxy (El gran salto) con Raimi y Campbell como actores. El nombre también aparece en Raising Arizona (1987). Algunos elementos de Crimewave fueron re utilizados por el colaborador habitual de Raimi, Josh Becker, en la película Lunatics: A Love Story, y también por el mismo Raimi en Spider-Man y sus secuelas. Muchos de los momentos cómicos de la película se producen por la combinación de sorpresas y gags tradicionales.

## Argumento
La historia consiste en Victor Ajax (Reed Birney), un joven técnico de la compañía Trend-Odegard, una empresa de alarmas. Uno de los dos dueños de la compañía, Mr. Trend (Edward R. Pressman), se ha enterado del plan de su socio, Odegard, de venderle la compañía a Renaldo "The Heel" (Bruce Campbell) y contrata a dos exterminadores (Brion James y Paul Smith) para asesinar a Odegard y destruir el plan. Luego de efectuado el asesinato, los exterminadores que Trend contrató comienzan a acosarlo, no solo a él, sino también a su esposa y a Victor. Victor, acusado de provocar las muertes, cuenta la historia mediante flashbacks desde la silla eléctrica.

## Reparto
| Actor              | Personaje                 | Notas         |
| ------------------ | ------------------------- | ------------- |
| Louise Lasser      | Helene Trend              |               |
| Paul L. Smith      | Faron Crush               |               |
| Brion James        | Arthur Coddish            |               |
| Sheree J. Wilson   | Nancy                     |               |
| Edward R. Pressman | Ernest Trend              |               |
| Bruce Campbell     | Renaldo "The Heel"        |               |
| Reed Birney        | Vic Ajax                  |               |
| Richard Bright     | Oficial Brennan           |               |
| Antonio Fargas     | Hombre ciego              |               |
| Hamid Dana         | Donald Odegard            |               |
| John Hardy         | Sr. Yarman                |               |
| Emil Sitka         | Cnel. Rodgers             |               |
| Hal Youngblood     | Jack Elroy                |               |
| Sean Farley        | Jack Elroy Jr             |               |
| Richard DeManincor | Oficial Garvey            |               |
| Frances McDormand  | Monja                     |               |
| Ted Raimi          | Waiter                    |               |
| Ethan Coen         | Reportero en la ejecución | No acreditado |
| Joel Coen          | Reportero en la ejecución | No acreditado |
| Julie Harris       |                           | No acreditado |